# Alfara del Patriarca

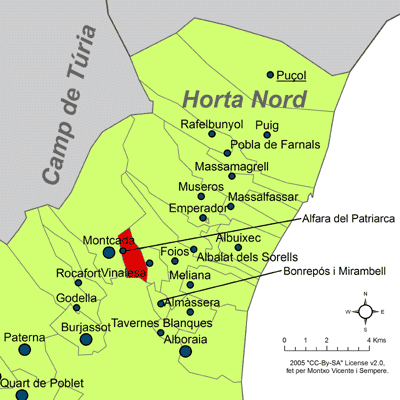
Localización en la comarca de la Huerta Norte

Alfara del Patriarca es un municipio de la Comunidad Valenciana, España. Perteneciente a la provincia de Valencia, en la comarca de la Huerta Norte. A pesar de ser una localidad pequeña el transporte público lo convierte en un municipio muy integrado con la ciudad central.

## Geografía
El término municipal de 2 km² está situado en la Huerta de Valencia. Por ello los accidentes geográficos son mínimos siendo todo él prácticamente plano estando situado el casco urbano a una altitud de 35 m. La única excepción es el barranco del Carraixet que atraviesa el término municipal de norte a sur a escasa distancia del casco urbano. A pesar de que normalmente se encuentra seco el gran tamaño de su cuenca provoca que sean frecuentes los desbordamientos cuando se producen episodios de gota fría en otoño. También es destacable que el término municipal se encuentra surcado por la Acequia Real de Moncada.

### Localidades limítrofes
Foyos, Moncada, Vinalesa y con las pedanías valencianas de Carpesa y Benifaraig.

## Historia
Como la mayoría de localidades de la comarca Alfara del Patriarca fue una alquería musulmana. Fue conquistada por Jaime I en 1249 que después la cedió a Ximén Pérez de la localidad aragonesa de Tarazona. Posteriormente fue cedida a Guillén Jáfer y a Bonifacio Ferrer que la convirtió en señorío.
En 1396 fue adquirida por Bartolomé Cruïlles. En manos de esta familia permaneció hasta finales del siglo XVI, siendo responsables de la construcción del conocido como Palacio de Cruïlles, uno de los monumentos más destacados de la localidad.
La familia Cruïlles vendió la localidad a San Juan de Ribera, arzobispo de Valencia también conocido como el Patriarca siendo cedida años más tarde al Real Colegio del Corpus Christi de Valencia, fundado también por San Juan de Ribera.
En 1819 se independizó del colegio del Corpus Christi como parroquia de la cercana localidad de Moncada.
Durante las guerras carlistas fue escenario de incursiones de las tropas del general Cabrera.

## Demografía
Alfara del Patriarca cuenta con una población de 3623 habitantes (INE 2024).
| Gráfica de evolución demográfica de Alfara del Patriarca entre 1842 y 2021                                          |
| |
| Población de derecho según los censos de población del INE Población de hecho según los censos de población del INE |

El territorio de Alfara del Patriarca limita con Moncada, Vinalesa, Foyos, Benifaraig y Carpesa

## Economía
La economía de la localidad ha dependido tradicionalmente de la agricultura siendo el 100 % de sus cultivos de regadío destacando los naranjos y limoneros, las patatas, el maíz y diversas hortalizas.
No obstante en el último siglo se ha desarrollado una pequeña industria especializada en la fabricación de cerillas y materiales de construcción (de las cuales actualmente no queda ninguna operativa).== Administración y política ==
| Periodo   | Nombre                                                              | Partido   |
| --------- | ------------------------------------------------------------------- | --------- |
| 1979-1983 | Silvino Palau Roig                                                  | PSPV-PSOE |
| 1983-1987 | Adrián Carsí Serra                                                  | AP        |

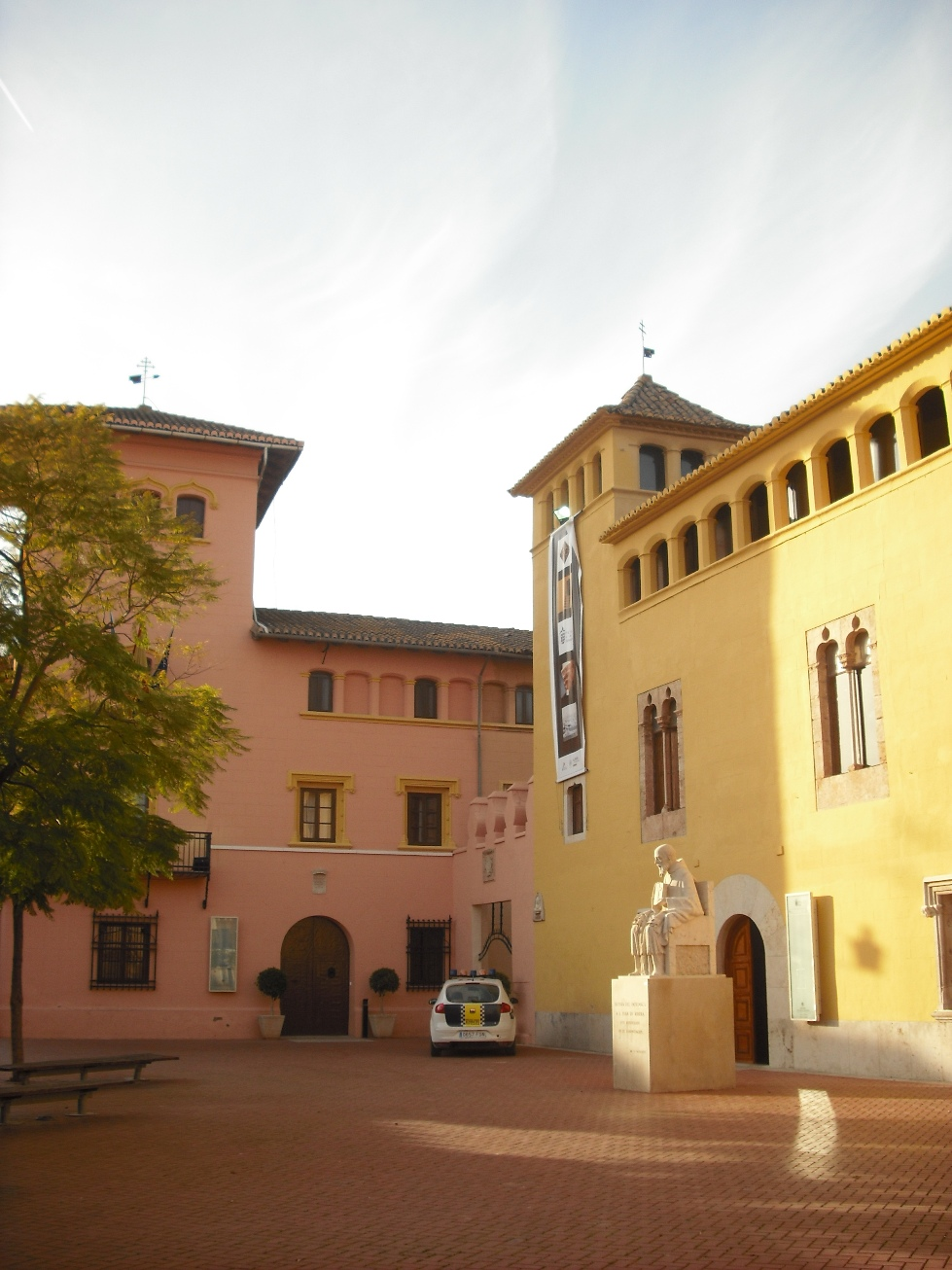
Palacio de Cruïlles, situado en la plaza Mayor.

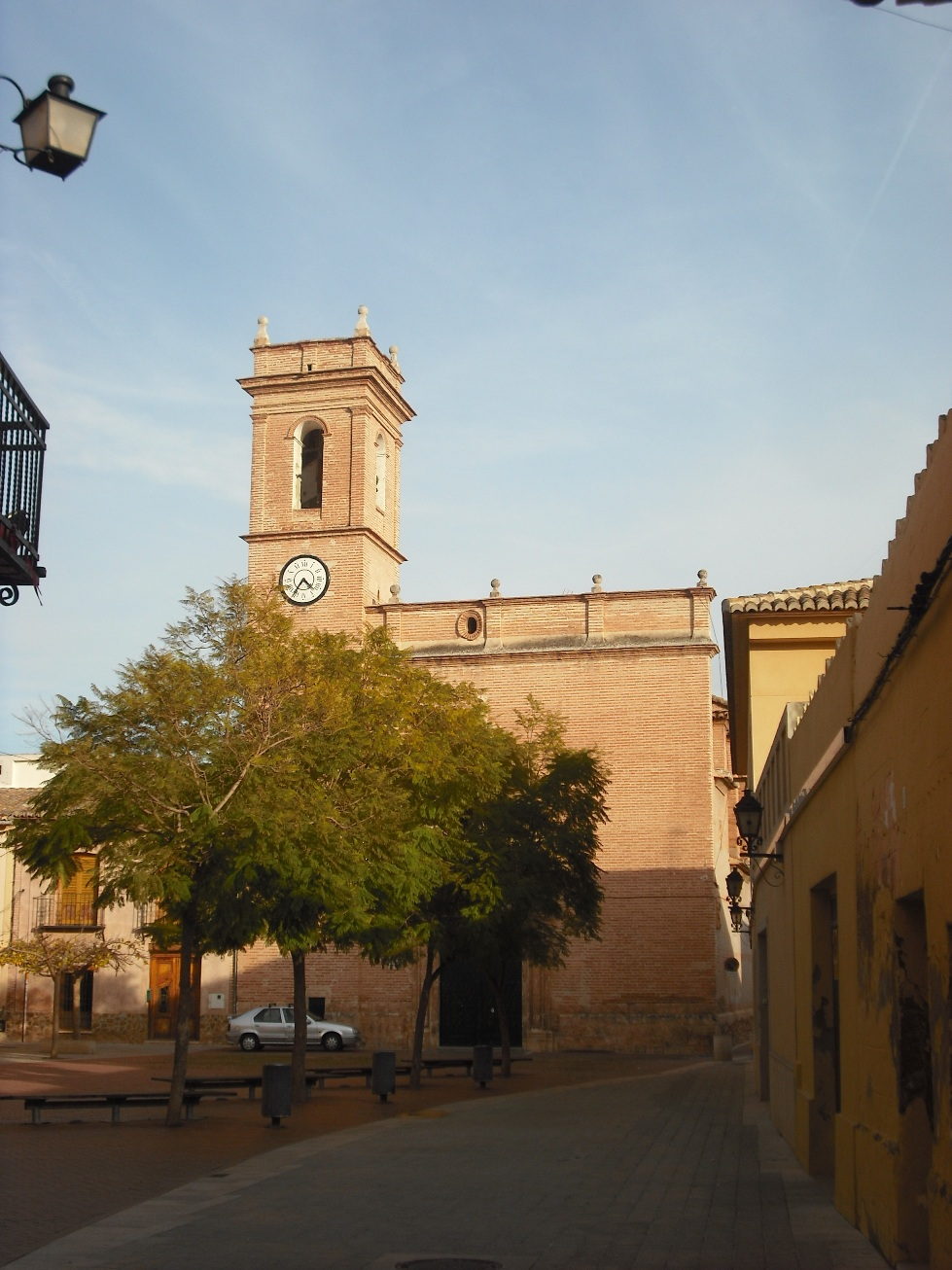
Iglesia parroquial de Alfara.

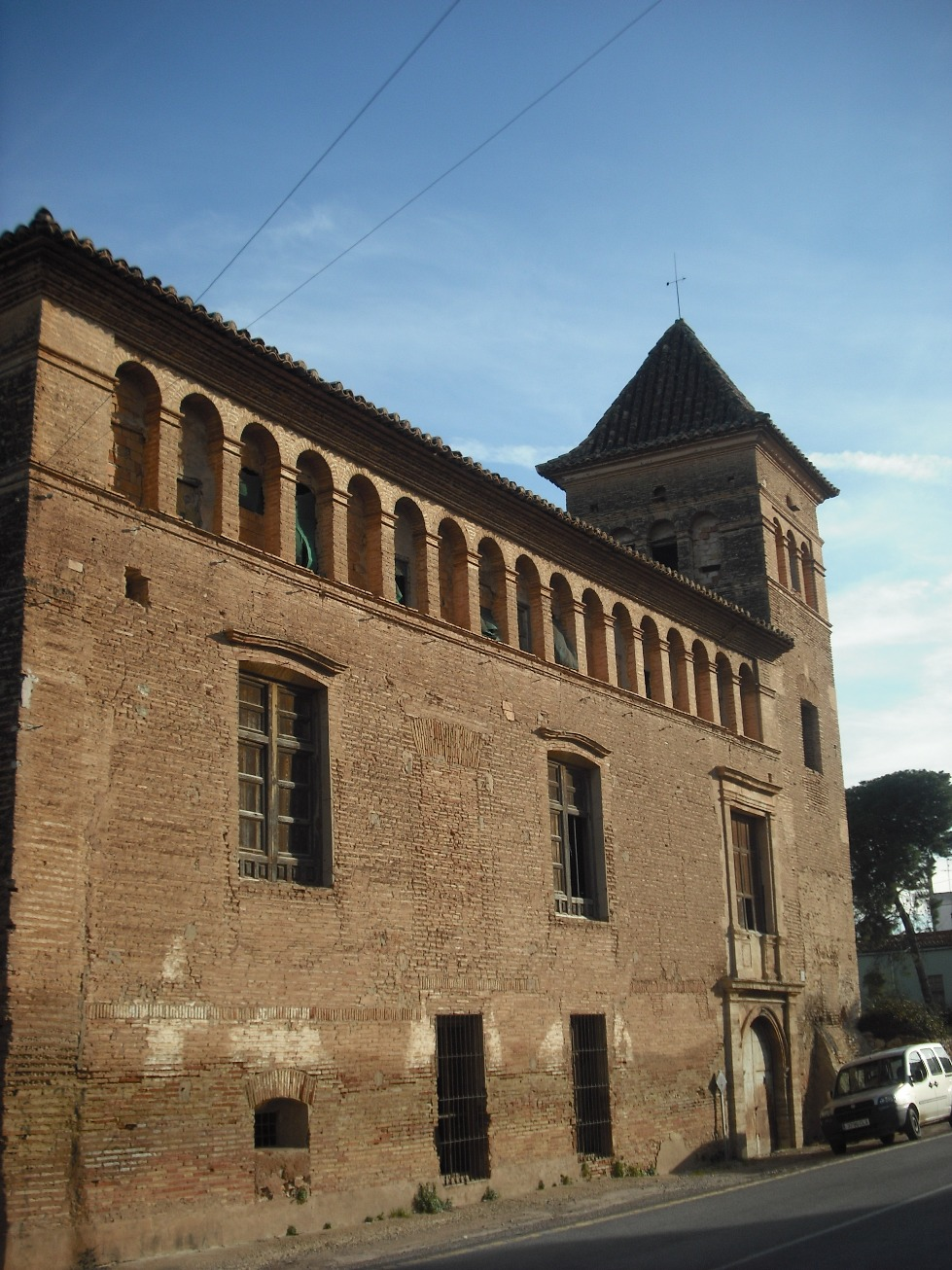
Casa de la Sirena.

| 1987-1991 | Fernando Brosell Esteban                                            | PP        |
| 1991-1995 | Fernando Brosell Esteban                                            | PP        |
| 1995-1999 | Enrique Miguel Cuñat Sesé                                           | PSPV-PSOE |
| 1999-2003 | Enrique Miguel Cuñat Sesé                                           | PSPV-PSOE |
| 2003-2007 | Enrique Miguel Cuñat Sesé                                           | PSPV-PSOE |
| 2007-2011 | Enrique Miguel Cuñat Sesé                                           | PSPV-PSOE |
| 2011-2015 | Adrián Carsí Serra                                                  | PP        |
| 2015-2019 | Llorenç Rodado Mora                                                 | PSPV-PSOE |
| 2019-2023 | Llorenç Rodado Mora (2019-2021) Marisa Almodóvar Torres (2021-2023) | PSPV-PSOE |
| 2023-act. | Jaume Martínez Romero                                               | PSPV-PSOE |

## Patrimonio

### Religioso
- Iglesia parroquial. Edificio barroco edificado en 1732 en el solar que ocupaba el antiguo templo gótico edificado por la familia Jáfer.
- Convento de San Diego. Fue construido en 1599 junto a la acequia de Moncada y perteneció a la orden de franciscanos observantes. La construcción se encuentra en buen estado a pesar de haber sufrido varios incendios. Tras la desamortización del siglo XIX alojó durante 150 años una fábrica de fósforos.[7]
- Iglesia de San Bartolomé.[7] Fue construida sobre el solar de un antiguo templo gótico, el campanario se levantó en 1667 y la fachada fue edificada en 1725. Está situada en la plaza del Palacio de la Señoría y del Ayuntamiento de la localidad. Es una iglesia de época barroca en cuyo interior destacan los azulejos de finales del siglo XVIII del zócalo de la capilla de San Antonio de Padua.[8] La campana de la iglesia fue declarada Bien de Interés Cultural por el Consell en el decreto del BOE del 18 de enero de 2019.[9]
- Palacio de la Señoría. En el interior de este lugar pernoctaba San Vicente Ferrer cuando iba a predicar por la huerta. Actualmente se abre al público para la celebración de exposiciones, presentaciones culturales e incluso bodas civiles.[10]

### Civil
- Casa de la Sirena. Es una de las escasas alquerías fortificadas que aún quedan en la comarca de la Huerta de Valencia. A pesar de estar integrada en el núcleo urbano de Benifaraig forma parte del término de Alfara. Es un palacio rural renacentista con función de alquería y villa de recreo señorial. En su escudo señorial aparece una cabeza de mujer rodeada por una serpiente con las armas de los Ferragut, Pallarés, Alegret y Perellós. Data del 1550. Por su escudo se conoce como Casa de la Sirena, alberga un gran valor por ser uno de los pocos ejemplos de arquitectura palaciega del siglo XVI que siguen en pie. Fue sometida a reformas durante los siglos XVIII y XIX. La Conselleria Cultural también realizó obras de consolidación antes de declararla en 2004 Bien de Interés Cultural.[11] Sin embargo se encuentra en un acelerado proceso de deterioro.
- Palacio de Cruïlles. Este construcción señorial de fuertes torres en sus esquinas de las que sólo queda una y tres plantas, se encuentra situada en el centro del casco urbano. Se encuentra en muy buen estado de conservación aunque ha sufrido grandes reformas. Actualmente es propiedad del ayuntamiento que lo destina a fines culturales y ha sido declarado Bien de Interés Cultural.
- Paretó d'Alfara, o Paretó en el Carraixet:[7] Muro de piedra del siglo XVIII utilizado par la contención de aguas a partir de contrafuertes de sección triangular
- Antiguo Teatro:[7] El Teatro Antiguo o el teatret está situado en el cruce de las calles Doctor Navarro y Sant Bartomeu de Alfara del Patriarca. Se trata del antiguo casino y fue declarado Bien de Interés Local el 26 de septiembre de 2002
- Molina y huerta. Se dedicó históricamente a la harina hasta que en el siglo XIX se diversificó su uso y se dedicó también a la producción de arroz. El molino hoy está en desuso.[10]

## Fiestas
Las fiestas patronales de Alfara del Patriarca son celebradas durante la segunda quincena del mes de agosto en honor a San Bartolomé. El evento principal es la misa en su honor el día 24 de agosto. También hay celebraciones de carácter religioso en homenaje al patrón del pueblo: San Bartolomé Apóstol. Normalmente también hay celebraciones a lo largo de toda la estación estival. Además de las misas y actos religiosos en honor de las figuras religiosas del pueblo, también es tradición la celebración de un concurso de disfraces y pasacalles, además de la aparición de nuevas actividades como el concurso de decoración de balcones, introducido por primera vez en 2021.
Como consecuencia de la pandemia del COVID-19, los eventos y actos festivos se vieron reducidos y se extremaron las medidas de seguridad. En la página del Ayuntamiento de Alfara del Patriarca se encuentran las distintas programaciones festivas de cada año, desde 1946 hasta 2021.
- Programación de fiestas Alfara del Patriarca 2019 (última antes de la pandemia por el COVID-19)[14]
- Programación fiestas Alfara del Patriarca 2021[15]
- Programación fiestas Alfara del Patriarca 2022[16]
- Programación fiestas Alfara del Patriarca 2023[17]

Asimismo, como en la mayoría de poblaciones del área metropolitana de Valencia, las Fallas son otras de sus fiestas, desde el 15 y hasta el 19 de marzo.
- Falla Alfara del Patriarca-Periodista Gil Sumbiela (sector Benicalap).[18]

## Accesos
La manera más sencilla de llegar desde la ciudad de Valencia es a través de camino de Moncada que finaliza en el límite de esta última localidad con Alfara. El pueblo se encuentra a 8 km de Valencia.
También es posible llegar gracias a la línea 1 de MetroValencia gracias a las estaciones de Moncada-Alfara o la de Seminario-CEU ya que aunque ambas se encuentran en el término municipal de Moncada están a escasos metros de Alfara.
La Línea 26 de EMT conecta directamente con el centro de Valencia.

## Educación
Alfara del Patriarca dispone del Colegio San Juan de Ribera donde se imparte educación primaria, el Colegio Ramón y Cajal de educación primaria y secundaria y L' Escoleta centro de educación infantil.
- Colegio Ramón y Cajal:[19] El centro fue fundado en 1949 bajo el nombre de “Academia Lepanto” y se impartía una enseñanza laica. En 1953 la Academia se trasladó a Moncada, y en 1960 se trasladó a Alfara del Patriarca, y pasó a llamarse colegio “Ramón y Cajal”. En 1969 se trasladó a un nuevo edificio que es donde continúa en la actualidad, situado en la Calle 1 de Mayo, 25, 46115 Alfara del Patriarca, Valencia. A partir del 23 de febrero de 2004 por orden de Consellería de Cultura, Educación y Deporte (D.O.C.V de 31-03-2004)[20] los puestos escolares de Educación Infantil, de Educación Primaria y de Educación Secundaria Obligatoria del centro quedaron distribuidas en 3 unidades de Educación Infantil, 6 unidades de Educación Primaria y 4 Unidades de Educación Secundaria Obligatoria
- Colegio CEIP Doctora Anna Lluch: Fue inaugurado en 1983 y en él se imparten clases de Educación Infantil y Educación Primaria. Un dato a destacar es el nombre, ya que anteriormente se llamaba San Juan de Ribera. Este proceso de cambio se dio debido a los Objetivos de Desarrollo Sostenible en los que se basa la Agenda de 2030 de Desarrollo Sostenible de las Naciones Unidas, y también en el conocimiento de trabajo de las mujeres científicas.[21]
- Colegio La Escoleta: Colegio de Educación Infantil

Además, también tiene sede la Universidad CEU Cardenal Herrera, donde se imparten materias de humanidades, salud e ingenierías.
- Universidad CEU Cardenal-Herrera:[22] Fue aprobada por las Cortes Valencianas en 1999 y actualmente cuenta con tres campus: en Alfara del Patriarca, Elche y Castellón. El campus localizado en Alfara es el más grande de los tres. El campus se encuentra conectado con el centro de Valencia a través de la línea 1 de metro de manera directa y con servicio de autobuses.